# Coleman (Geòrgia)
Coleman és una població dels Estats Units a l'estat de Geòrgia. Segons el cens del 2000 tenia 149 habitants.

## Demografia
Segons el cens del 2000, Coleman tenia 149 habitants, 66 habitatges, i 34 famílies. La densitat de població era de 74,7 habitants per km².
Dels 66 habitatges en un 19,7% hi vivien nens de menys de 18 anys, en un 36,4% hi vivien parelles casades, en un 13,6% dones solteres, i en un 47% no eren unitats familiars. En el 43,9% dels habitatges hi vivien persones soles el 15,2% de les quals corresponia a persones de 65 anys o més que vivien soles. El nombre mitjà de persones vivint en cada habitatge era de 2,26 i el nombre mitjà de persones que vivien en cada família era de 3,26.
Per edats la població es repartia de la següent manera: un 25,5% tenia menys de 18 anys, un 4% entre 18 i 24, un 31,5% entre 25 i 44, un 24,8% de 45 a 60 i un 14,1% 65 anys o més.
L'edat mediana era de 37 anys. Per cada 100 dones de 18 o més anys hi havia 91,4 homes.
La renda mediana per habitatge era de 24.583 $ i la renda mediana per família de 30.938 $. Els homes tenien una renda mediana de 22.750 $ mentre que les dones 18.958 $. La renda per capita de la població era de 13.279 $. Entorn del 24,3% de les famílies i el 32% de la població estaven per davall del llindar de pobresa.

## Poblacions properes
El següent diagrama mostra les poblacions més properes.